# Фукусабуро Харада
Фукусабуро Харада (јап. 原田 福三郎) био је јапански фудбалер.

## Каријера
Током каријере је играо за Осака.

## Репрезентација
За репрезентацију Јапана дебитовао је 1923. године. За тај тим је одиграо 2 утакмице.

## Статистика
| Јапан  | Јапан   | Јапан  |
| Година | Наступи | Голови |
| ------ | ------- | ------ |
| 1923.  | 2       | 0      |
| Укупно | 2       | 0      |